# Putsning (jordbruk)
Denna artikel handlar om putsning av betesmark. För putsning av byggnader, se Puts.
Putsning, avlägsning av växter (ofta örtogräs och gräs som bildat tuvor) som betande djur har ratat. Olika typer av djur lämnar skiftande, och olika mängd av, rator efter sig. Mjölkkor är ofta tämligen bortskämda av sig och vägrar befatta sig med grövre växtlighet medan till exempel hästar ofta ger sig på rubb och stubb bara de går tillräckligt länge på en fålla. För får går inte ens sly säkert. 
Ratorna putsas ofta av med en enklare typ av slåttermaskinsliknande redskap, en s.k. betesputs, som slår av växtligheten med slagor eller stora rotorer. Putsning håller betesmarken i god hävd och maximerar dess produktionsförmåga av önskvärda betesväxter.